# Placidochromis stonemani
Placidochromis stonemani és una espècie de peix de la família dels cíclids i de l'ordre dels perciformes. El Placidochromis gènere com està definit actualment sembla un conjunt artificial de peixos molt diferents que passen a compartir un patró de color primitiu de barres verticals.

## Morfologia
Els mascles poden assolir els 5,5 cm de longitud total.

## Distribució geogràfica
Es troba al llac Malawi (Àfrica oriental).